# خوسيه فيدال (فيلسوف)
خوسيه فيدال (بالفرنسية: José Vidal-Beneyto)‏ (و. 1927 – 2010 م) هو فيلسوف، وعالم اجتماع، وكاتب، وعالم سياسة، وأستاذ جامعي إسباني، توفي في باريس، عن عمر يناهز 83 عاماً.

## مناصب
تولى منصب بروفيسور
.

## التعليم
تعلم في جامعة بلنسية، وتعلم في جامعة هايدلبرغ، وتعلم في جامعة باريس، وتعلم في السوربون، وتعلم في جامعة مدريد، وتعلم في جامعة مالقة، وتعلم في جامعة كمبلوتنسي بمدريد
.

## جوائز
حصل على جوائز منها:
- نيشان الفنون والآداب من رتبة قائد (17 يناير 2013)[2]
- جائزة المنافسة العامة  [لغات أخرى]‏ (1946)